# Mitchell Lovelock-Fay
Mitchell Lovelock-Fay (* 12. Januar 1992) ist ein australischer Bahn- und Straßenradrennfahrer.
Mitchell Lovelock-Fay wurde 2010 bei der Junioren-Weltmeisterschaft Weltmeister in der Mannschaftsverfolgung. Bei der Ozeanienmeisterschaft gewann er jeweils die Bronzemedaille in der Einer- und in der Mannschaftsverfolgung. 2011 fuhr er dann für das Team Jayco-AIS. In der Saison 2012 gewann er eine Etappe bei der Tour of Thailand und konnte dort auch die Gesamtwertung für sich entscheiden. Außerdem gewann er das Rennen Canberra Cycling Club CC. 2013 fuhr Lovelock-Fay für das dänische Continental Team Christina Watches-Onfone und 2014 wird er zu Huon Salmon-Genesys Wealth Advisers wechseln.

## Erfolge – Straße
2012
- eine Etappe und Gesamtwertung Tour of Thailand

## Erfolge – Bahn
2010
- Weltmeister – Mannschaftsverfolgung (Junioren) mit Edward Bissaker, Jordan Kerby und Jackson Law
- Ozeanienmeisterschaft – Einerverfolgung
- Ozeanienmeisterschaft – Mannschaftsverfolgung mit Edward Bissaker, Jordan Kerby und Mitchell Mulhern

## Teams
- 2011 Team Jayco-AIS
- 2012 Jayco-Honey Shotz
- 2013 Christina Watches-Onfone
- 2014 Avanti Racing Team